# Борщево (Вологодская область)
Борщево — деревня в Сокольском районе Вологодской области.
Входит в состав Нестеровского сельского поселения, с точки зрения административно-территориального деления — в Нестеровский сельсовет.
Расстояние по автодороге до районного центра Сокола — 38 км, до центра муниципального образования Нестерова — 7 км. Ближайшие населённые пункты — Сверчково, Исаево, Решетниково.
По переписи 2002 года население — 7 человек.